# Herzeleid
Albums de Rammstein
Sehnsucht
(1997)
Singles
1. Du riechst so gut
Sortie : 24 août 1995
2. Seemann
Sortie : 8 janvier 1996
3. Du riechst so gut '98
Sortie : 17 avril 1998
4. Asche zu Asche
Sortie : 15 janvier 2001

Herzeleid [ˈhɛʁt͡səˌlaɪ̯t] , sorti le 25 septembre 1995, est le premier album du groupe de Neue Deutsche Härte Rammstein. Le titre de l'album signifie « Maux de cœurs » (ou « Peines de cœurs »),, titre choisi par rapport à la situation amoureuse de plusieurs membres du groupe. Polygram France ne croyant pas au succès de cet album, il n'est édité en France qu'en 1997 par le label indépendant XIII Bis Records.

## Historique

### Enregistrement
Le groupe signe son premier contrat d'enregistrement avec le label allemand Motor Music le 4 janvier 1995 et entre dès le 15 mars dans les Studios Polar à Stockholm pour commencer l'enregistrement de son premier album. Après de longues recherches pour trouver un producteur, le groupe arrêta son choix sur Jacob Hellner qui avait déjà travaillé sur les albums du groupe suédois Clawfinger, et sera assisté de Carl Michael Herlöffson. De nombreux conflits d'ego émaillèrent l'enregistrement, Hellner préférant travailler avec Till Lindemann, il écartait parfois les autres musiciens du studio . Lorsque la situation devint insoutenable, le groupe rentra en Allemagne et l'album fut mixé par Ronald Prent dans les studios H.O.M.E. (anciennement Château du Pape, nom noté dans le livret de l'album ) dans la ville de Hambourg.

### Polémique
Aux États-Unis, ce premier album de Rammstein est sorti le 24 novembre 1995 avec une pochette différente pour couper court aux allégations de message néo-nazi contenu dans la photo de couverture, qui montre les six membres torses nus, tous muscles saillants (Pochette initiale / Pochette américaine), les médias allemands comparant cette photo à un poster pour promouvoir une « nouvelle race supérieure ». De plus un critique trouvait que la façon dont Till Lindemann roule les R en chantant est comparable aux discours d'Adolf Hitler. En France, le livret d'Herzeleid comprend la traduction des paroles en français, pour bien montrer que le groupe ne véhicule pas de tels discours.

### Singles
La sortie de l'album sera précédée par le single Du riechst so gut (qui fera aussi l'objet d'un clip vidéo) le 28 août 1995. Ce titre sera remixé et ressortira en maxi-single sous le titre Du riechst so gut '98 le 25 mai 1998, accompagné par huit remix différents faits par des artistes tels que Günter Schultz, Sascha Konietzko de KMFDM, ou Faith No More, et un nouveau clip vidéo. Il atteindra la 16e place des charts allemands.
Deux autres chansons sortiront en single, Seemann (accompagnée d'un clip) le 8 janvier 1996, et Asche zu Asche, le 15 janvier 2001. Ce dernier sortira sous forme d'EP 6 titres uniquement en Australie afin de promouvoir la tournée Big Day Out / Club tour 2001 que le groupe fit en janvier et février 2001 en Nouvelle-Zélande et en Australie. Il sortira en version deux titres en Allemagne et au Mexique,mais uniquement à des fins promotionnelles.

### Tournées
Rammstein commença la promotion de son album en partant en tournée à partir du 14 octobre avec le groupe allemand Project Pitchfork pour 17 concerts en Allemagne. Puis en première partie de Clawfinger à Varsovie et Prague (novembre 1995) et en Autriche et Suisse (janvier 1996). Le groupe effectua sa première tournée en tête d'affiche en Allemagne du 2 au 22 décembre 1995. En janvier 1996, le groupe fait la première partie de la tournée d'adieu allemande des Ramones (8 dates), avant d'effectuer deux nouvelles tournées allemandes qui les occuperont une grande partie de l'année 1996.

### Réception
L'album fit sa première apparition dans les charts allemands le 23 octobre 1995, il occupait la 99e place. Il navigua ensuite dans les charts pendant 102 semaines jusqu'en octobre 1998 , atteignant une 6e place le 18 août 1997 . Il fit aussi son apparition dans les charts des pays frontaliers de l'Allemagne, Autriche, Suisse, Pays-Bas. En France il se classa à la 85e place, mais seulement en 2005.
Le 27 mars 1997, Herzeleid fut certifié disque d'or en Allemagne et le 4 août 1997, le groupe se verra remettre un disque de platine. En 2005, Rammstein se voit remettre un "IFPI Platinum Europe Award" ce qui équivaut à la vente de plus d'un million d'albums en Europe.

## Liste des pistes
Tous les titres sont signés par le groupe. 
| 1.    | Wollt ihr das Bett in Flammen sehen | 5:17 |
| 2.    | Der Meister                         | 4:08 |
| 3.    | Weisses Fleisch                     | 3:35 |
| 4.    | Asche zu Asche                      | 3:51 |
| 5.    | Seemann                             | 4:48 |
| 6.    | Du riechst so gut                   | 4:49 |
| 7.    | Das alte Leid                       | 5:44 |
| 8.    | Heirate mich                        | 4:44 |
| 9.    | Herzeleid                           | 3:41 |
| 10.   | Laichzeit                           | 4:20 |
| 11.   | Rammstein                           | 4:25 |
| 49:22 |                                     |      |

## Musiciens
- Till Lindemann : chant
- Paul Landers : guitare
- Oliver Riedel : basse
- Richard Z. Kruspe : guitare
- Christian Lorenz : clavier
- Christoph Schneider : batterie, percussion

## Lost Highway
Alors que le groupe cherchait un réalisateur pour le clip vidéo de Seemann, leur manager Emanuel Fialik envoya un CD de Herzeleid au cinéaste américain David Lynch, dont les membres du groupe sont des fans de longue date, en espérant attirer son attention . Celui-ci n'y prêta pas attention tout de suite, ce n'est que lors d'un trajet en voiture pour se rendre en repérage à la Vallée de la Mort, qu'il l'écouta, et dès la première écoute, il réalisa que c'était exactement la musique qu'il recherchait pour son prochain film, Lost Highway. Les titres Heirate Mich et Rammstein figureront sur la BO du film.
Lynch passait Herzeleid à un volume très élevé au travers de deux énormes haut-parleurs alors qu'il tournait une scène du film (celle du couloir de la mort), mais pas seulement, il le passait aussi pendant les pauses. Henry Rollins, qui a un rôle dans le film, reporta que les personnes qui étaient présentes sur le plateau se mettaient à danser, ravies par la musique. Finalement, la société de production de Lynch (Asymmetrical Productions) commanda plus de 70 exemplaires de Herzeleid pour les membres de l'équipe de tournage.

## Charts & certifications

### Album
Charts album
| Pays         | Durée du classement | Meilleur classement | Date             |
| ------------ | ------------------- | ------------------- | ---------------- |
| Allemagne    | 144 semaines        | 2e                  | 11 décembre 2020 |
| Autriche     | 23 semaines         | 7e                  | 18 décembre 2020 |
| Belgique (W) | 10 semaines         | 28e                 | 12 décembre 2020 |
| Belgique (V) | 14 semaines         | 30e                 | 12 décembre 2020 |
| Finlande     | 1 semaine           | 26e                 | 7 décembre 2020  |
| France       | 3 semaines          | 85e                 | 13 février 2005  |
| Pays-Bas     | 5 semaines          | 50e                 | 12 décembre 2020 |
| Suisse       | 22 semaines         | 4e                  | 13 décembre 2020 |

Certifications
| Pays             | Certification | Ventes      | Date         |
| ---------------- | ------------- | ----------- | ------------ |
| Allemagne        | Or            | 250 000 +   | 27 mars 1997 |
| Allemagne        | Platine       | 500 000 +   | 4 août 1998  |
| Royaume-Uni      | Argent        | 60 000 +    | 4 juin 2021  |
| Union européenne | Platine       | 1 000 000 + | 2005         |

### Single
| Single                 | Chart          | Durée du classement | Position | Date        |
| ---------------------- | -------------- | ------------------- | -------- | ----------- |
| "Du Riechst so Gut '98 | Single Top 100 | 10 semaines         | 16e      | 8 juin 1998 |